# Молот (Петриковский район)
 Молот (бел. Молат) — деревня в Лясковичском сельсовете Петриковского района Гомельской области Беларуси.
На западе граничит с лесом.

## География

### Расположение
В 33 км на северо-запад от Петрикова, 14 км от железнодорожной станции Копцевичи (на линии Лунинец — Калинковичи), 224 км от Гомеля.

## Транспортная сеть
Транспортные связи по просёлочной, затем автомобильной дороге Лунинец — Калинковичи. Планировка состоит из короткой широтной улицы, пересекаемой короткой меридиональной улицей. Застроена редко деревянными усадьбами.

## История
Основана в начале XX века переселенцами из соседних деревень. В 1931 году организован колхоз. Во время Великой Отечественной войны 6 жителей погибли на фронте. Согласно переписи 1959 года в составе совхоза «Бринёв» (центр — деревня Бринёв).

## Население

### Численность
- 2004 год — 16 хозяйств, 34 жителя.

### Динамика
- 1925 год — 25 дворов.
- 1959 год — 115 жителей (согласно переписи).
- 2004 год — 16 хозяйств, 34 жителя.